# Neogoniolithon tenuicrustaceum
Neogoniolithon tenuicrustaceum Iryu & Matsuda, 1994  é o nome botânico  de uma espécie de algas vermelhas pluricelulares do gênero Neogoniolithon, família Corallinaceae, subfamília Mastophoroideae.
- São algas marinhas encontradas no Japão.

## Sinonímia
- Não apresenta sinônimos.